# Melanophryniscus devincenzii
Melanophryniscus devincenzii – gatunek płaza bezogonowego z rodziny ropuchowatych.

## Systematyka
Gatunek ten jest jednym z przedstawicieli rodzaju Melanophryniscus zaliczanego do rodziny ropuchowatych (Bufonidae).

## Rozmieszczenie geograficzne
Zasięg występowania gatunku obejmuje cztery kraje Ameryki Południowej. Płaz ten zamieszkuje: departamenty Rivera, Tacuarembó i Cerro Largo w północnym Urugwaju, południową część prowincji Misiones i przyległy obszar prowincji Corrientes w północno-wschodniej Argentynie, departamenty Guairá i Itapúa na południu Paragwaju oraz stan Rio Grande do Sul w południowej Brazylii.

## Ekologia
Jego siedlisko to tereny otwarte z wychodniami skalnymi, także obszary przejściowe pomiędzy łąkami a lasami. W Brazylii występuje na pampie i w lesie atlantyckim.
Ze środowisk zmodyfikowanych przez człowieka występuje na plantacjach eukaliptusa czy wzdłuż dróg.

## Cykl życiowy
Gatunek ten rozmnaża się w płytkich, skalistych, tymczasowych strumieniach. Samica składa jaja w pakietach przyczepianych do zanurzonych kamieni lub roślinności. Kijanki żyją w strumieniach.
W Argentynie napotkano samce próbujące ampleksusu z samicami innego gatunku. Powodem takiego zachowania może być niemożność spotkania samicy własnego gatunku.

## Status zagrożenia i ochrona
W Czerwonej księdze gatunków zagrożonych IUCN płaz ten od 2023 roku klasyfikowany jest jako gatunek najmniejszej troski (LC, ang. Least Concern); wcześniej, od 2004 roku uznawano go za gatunek zagrożony (EN, ang. Endangered).
W Argentynie jeszcze w 2004 roku gatunek opisywany był jako bardzo rzadki, ale od tamtej pory odkryto kilka nowych, bardzo licznych populacji. W Paragwaju uznawany jest za gatunek rzadki, nieznany jest status populacji z Urugwaju i Brazylii. Trend liczebności całej populacji oceniany jest jako stabilny.
IUCN z zagrożeń wymienia powstałe na skutek rolnictwa zatrucie wody i gleby. W argentyńskiej prowincji Misiones główny problem stanowi urbanizacja, zaś w Paragwaju nielegalne wylesianie i pożary lasów.
Zamieszkuje tereny chronione, w tym parki narodowe (np. Park Narodowy Iguazú), ale także niewielkie, prywatne rezerwaty.